# Peake Lake
Peake Lake är en sjö i Algoma District i provinsen Ontario i den sydöstra delen av Kanada. Peake Lake ligger 267 meter över havet. Sjön har sitt utlopp i öster och vattnet rinner cirka 0,7 kilometer till Little Chiblow Lake. Peake Lake tillhör Blind Rivers avrinningsområde.